# Папаверин
Папаверин (від значення лат. papaver — «мак») — алкалоїд опію, що належить до групи ізохінолінових алкалоїдів. Використовується в медицині як лікарський препарат з групи спазмолітичних засобів. Папаверин знижує тонус і спричинює розслаблення гладенької мускулатури. Застосовують у розчинах і таблетках при лікуванні гіпертонічної хвороби, стенокардії, холециститу та ін. Папаверин одержують також синтетичним способом.